# George Kaftan
George A. Kaftan (New York, 22 febbraio 1928 – 6 ottobre 2018) è stato un cestista statunitense, professionista nella BAA e nella NBA.

## Carriera
Venne selezionato dai Boston Celtics al primo giro del Draft BAA 1949 (4ª scelta assoluta).

## Palmarès
- Campione NCAA (1947)
- NCAA Final Four Most Outstanding Player (1947)
- NCAA AP All-America Second Team (1948)